# Kandanai Thawornsak
Kandanai Thawornsak (thailändisch กานต์ดนัย ถาวรศักดิ์, * 6. Juli 1995) ist ein thailändischer Fußballspieler.

## Karriere
Kandanai Thawornsak spielte bis Ende 2019 beim Angthong FC. Der Club aus Angthong spielte in der dritten Liga, der Thai League 3, in der Upper Region. Für den Drittligisten absolvierte der Abwehrspieler in der Saison 2019 18 Spiele. 2020 wechselte er zum Zweitligisten Chainat Hornbill FC nach Chainat. Im Juli 2021 kehrte er auf Leihbasis zu seinem ehemaligen Verein Angthong FC zurück. Nach Vertragsende in Chainat wechselte er im Dezember 2021 zum Erstligisten Samut Prakan City FC. Am Ende der Saison 2021/22 belegte er mit dem Verein aus Samut Prakan den vorletzten Tabellenplatz und musste somit in die zweite Liga absteigen. Dreimal stand er für Samut in der ersten Liga auf dem Rasen. Nach dem Abstieg verließ er den Verein und schloss sich im Juli 2022 für eine Saison dem Zweitligisten Phrae United FC an. Für den Klub aus Phrae bestritt er 30 Zweitligaspiele. Ende Juni 2023 unterschrieb er in Bangkok einen Vertrag beim ebenfalls in der zweiten Liga spielenden Kasetsart FC. Nach zehn Ligaspielen für den Hauptstadtverein wurde sein Vertrag Ende Dezember 2023 nicht verlängert. Im Januar 2024 nahm ihn sein ehemaliger Verein, der Zweitligist Phrae United FC, unter Vertrag.